# ブルフケーベル

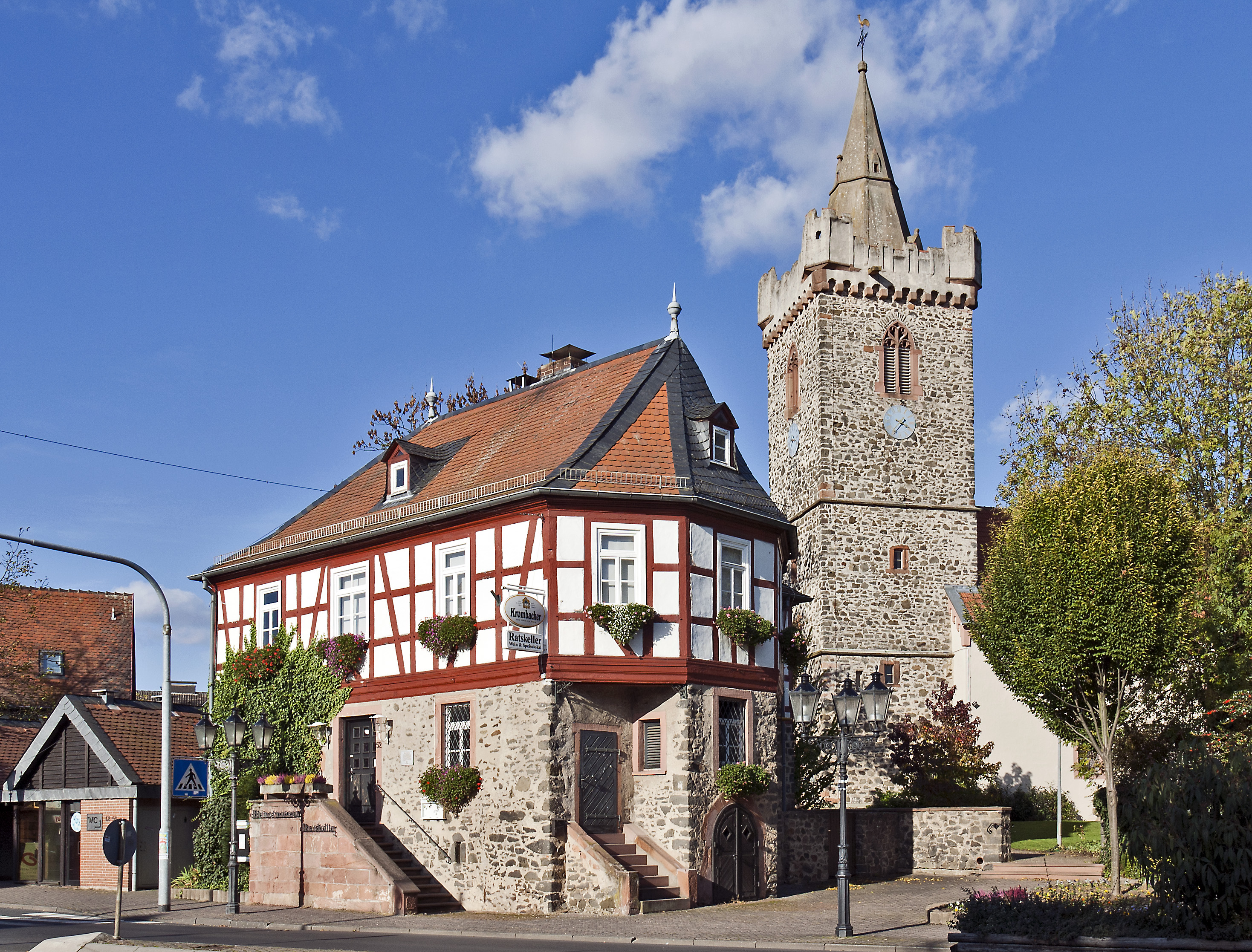
ブルフケーベルの旧市庁舎とヤーコブス教会

ブルフケーベル (ドイツ語: Bruchköbel) は、ドイツ連邦共和国ヘッセン州南東部のマイン＝キンツィヒ郡の市である。

## 地理

### 位置
ブルフケーベルはマイン＝キンツィヒ郡西部、ハーナウから北に約 7 km の海抜 114 m の場所に位置する。オーバーイシクハイム、ニーダーイシクハイム、ブルフケーベル地区をクレプスバッハ川が流れている。ブルフケーベルの周辺は主に農地であり、南東はブルフケーベルの森に連なる。南西にはヘッセンの州有地であるキンツヒィヒハイマー・ホーフがある。中心街の南西にランゲンディーバッハ空軍基地があるが、その一部はブルフケーベル市に属す。

### 隣接する市町村
ブルフケーベルは、北はニッデラウ、北東はハンマースバッハ、東はノイベルク、南東はエルレンゼー、南はハーナウ、西はハーナウのミッテルブーヒェン市区、北西はシェーネックと境を接している。

### 市の構成
- ブルフケーベル
- ロスドルフ
- ニーダーイシクハイム
- オーバーイシクハイム
- ブッターシュタット、旧「ヴェルシェ・ヘーフェ」

## 歴史

### 先史時代
住宅地「イム・ペラー」の開発前調査により、エルレンゼーに近い街の東端で、紀元前5000年頃の新石器時代（線帯文土器文化）の定住地跡が2003年に発見された。紀元前800年頃にはケルト人が、紀元後100年頃にはローマ人がブルフケーベル地域に定住した。「イム・ペラー」付近からは、この頃のローマ式の泉やヴィラ・ルスティカ（ローマ時代の農場付き別荘）の跡が発見されている。リーメスの崩壊後は、アラマンニ人がここに住んだ。

### 中世
ブルフケーベルについて記述した最も古い文献は1062年のもので、"Kebilo" という名前で記録されている。この村は元々ゼーリゲンシュタット修道院に属していた。リュッキンゲン家がこの修道院の所領の代官職をレーエンとして与えられていた。1567年にゼーリゲンシュタット修道院はそれまで保持していたこの地の3つの農場をハーナウ伯に売却した。
ブルフケーベルは遅くとも14世紀からハーナウ家（後のハーナウ伯）に属し、アムト・ビューヒャータールに含まれていた（アムトは中世の地方行政区分）。1368年2月6日に、皇帝カール4世の許可に基づき、ブルフケーベルはウルリヒ3世フォン・ハーナウから、防衛施設の建設と市場開催の権利を含む都市権を授けられた。現在も遺る街の象徴的建造物である見張り塔が完成した後、1410年に議会、裁判審議、社会的催事を行う市庁舎としてノイエス・シュピールハウスが建設された。この建物は現在、旅館として旅行者に利用されている。
市の西部、クレプスバッハ川から引いた水路に水車ウンターミューレ（バウマン水車とも呼ばれる）がある。この水車は1962年に運転を停止した。

### 歴史的な地名の変遷
- Kebilo (1062年)
- minor Chevela (1128年)
- Kebele inferior (1247年)

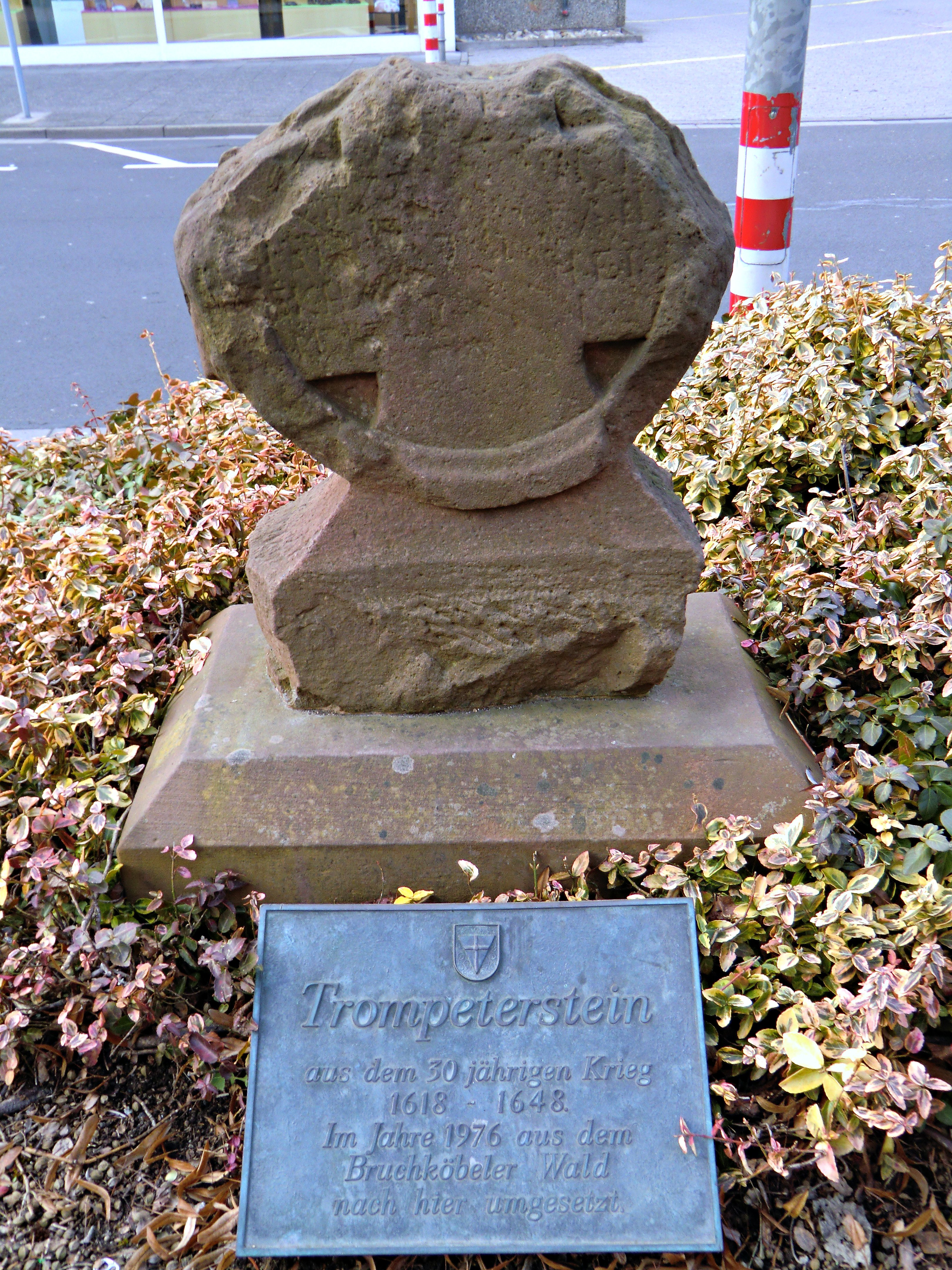
トロンペーターシュタイン

- Bruchkebele (1247年)
- Bruchgebil (1368年)

### 近代
1520年に市庁舎が完成し、これによりシュピールハウスの多目的使用は終了した。市庁舎の地下倉庫には、地元の農場で造られた販売用ワインの余剰分が保管されていた。
16世紀から17世紀にブルフケーベルに刑事裁判権とツェント裁判権を有していた。1539年、1540年、1593年、1605年に処刑が行われた。1689年にも17歳の女性が処刑台広場（現在の工業地区）で魔女として火刑にされた。
1634年あるいは1635年にブーフケーベルは見張り塔やシュヴァイツァーガッセの家屋まで焼失した。地元のよく知られている伝説は、あるラッパ手が住民に危機を知らせたが、そのうちに亡くなったと伝えている。街の住民達は、このラッパ手に感謝を献げ「トロンペーターシュタイン」（ラッパ手の岩）を寄贈した。この岩は現在も街の中で見ることができる。
七年戦争（1756年 - 1763年）では、ブルフケーベルはフランスに占領された。最後のハーナウ伯ヨハン・ラインハルト3世の死後、1736年にヘッセン＝カッセル方伯フリードリヒ1世がその遺領を相続し、これによりブルフケーベルを含むアムト・ビューヒャータールもその支配下に入った。これは1643年に両家が結んでいた相続契約に基づくものであった。1803年にヘッセン＝カッセル方伯はヘッセン選帝侯に昇格した。ナポレオン時代には、1806年からフランス軍政下でアムト・ビューヒャータールは存続した。1807年から1810年まではハーナウ侯領、1810年から1813年まではフランクフルト大公領ハーナウ県に属した。その後はヘッセン選帝侯領に再び戻された。1821年のヘッセン選帝侯領の行政改革後、4つの県と22の郡に分割されるとアムト・ビューヒャータールは新たに創設されたハーナウ郡に編入された。

### 教会の歴史
1192年に、この村のある司祭が記録されている。もしかしたらブルフケーベルはケッセルシュタットとオーバーイシクハイムの教会の母教会であったのかもしれない。教会の守護聖人は、遅くとも1392年以降は聖ヤコブである。教会組織上はマインツ聖マリア・アド・グラドゥス教会の首席司祭付き助祭長区ラントカピテル・ロスドルフに属した。1364年から1561年まで、この教区の保護権はリンブルク・アン・デア・ハールト修道院の修道院長が有していたが、その後ハーナウ伯に売却された。
ハーナウ伯領では、16世紀半ばに宗教改革が徐々に進行した。ブルフケーベルでは、1549年から1567年の間に、初めはルター派の信仰が広まった。ヤーコブス教会はプロテスタント化された。ハーナウ＝ミュンツェンベルク伯が信仰を改めたことで「第二次宗教改革」が起こった。フィリップ・ルートヴィヒ2世伯は、1597年から別の改革主義の教義を受け容れた。彼は、領主がその統治地域の信仰を選択する権利「Jus reformandi」を行使し、その信仰を臣下に強制した。
その後、1642年からルター派を信仰するハーナウ伯フリードリヒ・カジミールがこの地を統治することになり、1705年にブルフケーベルにルター派の教会組織が再興し、1717年に教会が建設された（現在の市立図書館）。1818年のハーナウ統合により、両宗派は1つの教会に統合された。
2つのローマ＝カトリック教会は、1954年から1968年までの間に建設された。

### 19世紀
1858年、ブルフケーベルに現存する最も古いサークルである合唱団が結成された。ブルフケーベルに駅を有する鉄道フリートベルク - ハーナウ線は、1881年に開通した。
19世紀には、現在の連邦道B45号線沿いの2つのレンガ工場、フェーヒェンミューレ、ブルフケーベルの森の炭焼き工場、石切場（現在のジルバー湖）、ダイアモンド研磨工場、家具工場、ボタン工場、枠縁工場、製材所が開業した。

### 20世紀
1937年にスイミングプールが建設され、バイパス道路建設の伴ってベーレン湖ができた。ブルフケーベル飛行場建設のために、1934年に 80 ha の森が切り拓かれた。
第二次世界大戦では、1940年8月10日にイギリス空軍による空爆を受けた。1945年3月28日にアメリカ軍がこの街に侵攻してきた。1952年2月に住宅組合が結成された。
ヘッセン州の地域再編に伴い、オーバーイシクハイム、ニーダーイシクハイム、ブッタースシュタットが1972年1月1日に合併した。1974年7月1日にロスドルフが最後の市区としてこれに加わった。
新しい市庁舎は、かつての修道士の農場に1973年に建設された。1975年5月7日にブルフケーベルは都市権を授けられた。その2年後に街の中心部の近代化が始まった。同じ1977年に歴史協会が設立された。1978年には旧市庁舎と郷土博物館で850年祭が祝われた。1970年代末に連邦アウトバーン A66号線とバイパス道路の建設が完了した。
1982年2月9日、当時ブルフケーベルにあった化粧品会社ライネルトの生産工場が爆発し、死者3名、重傷者17名と多大な物的被害が生じた。1987年には、歴史協会の創設10周年を機に歴史協会文書館が開館した。1988年7月にブルフケーベル自衛消防団結成100年が祝われた。
2002年末に都市開発計画が策定された。当時の市長ミヒャエル・ロートの指導の下、無給の都市マーケティング作業チームが組織され、人口統計学的発展を考慮した都市構想「ブルフケーベル 2025」を作成したのである。2003年に市の行政委員会は、この構想とスローガン「Bruchköbel. Da will ich leben!（ブルフケーベル。それが私の住む街！）」、それに新しい市のロゴを採択決議した。

### 人口推移
- 1587年: 63人の歩兵、42人の槍持ち住民

18世紀以降の人口推移

- 1632年: 81家族[3]

2023年12月31日現在の人口は、20,894人である。

## 行政

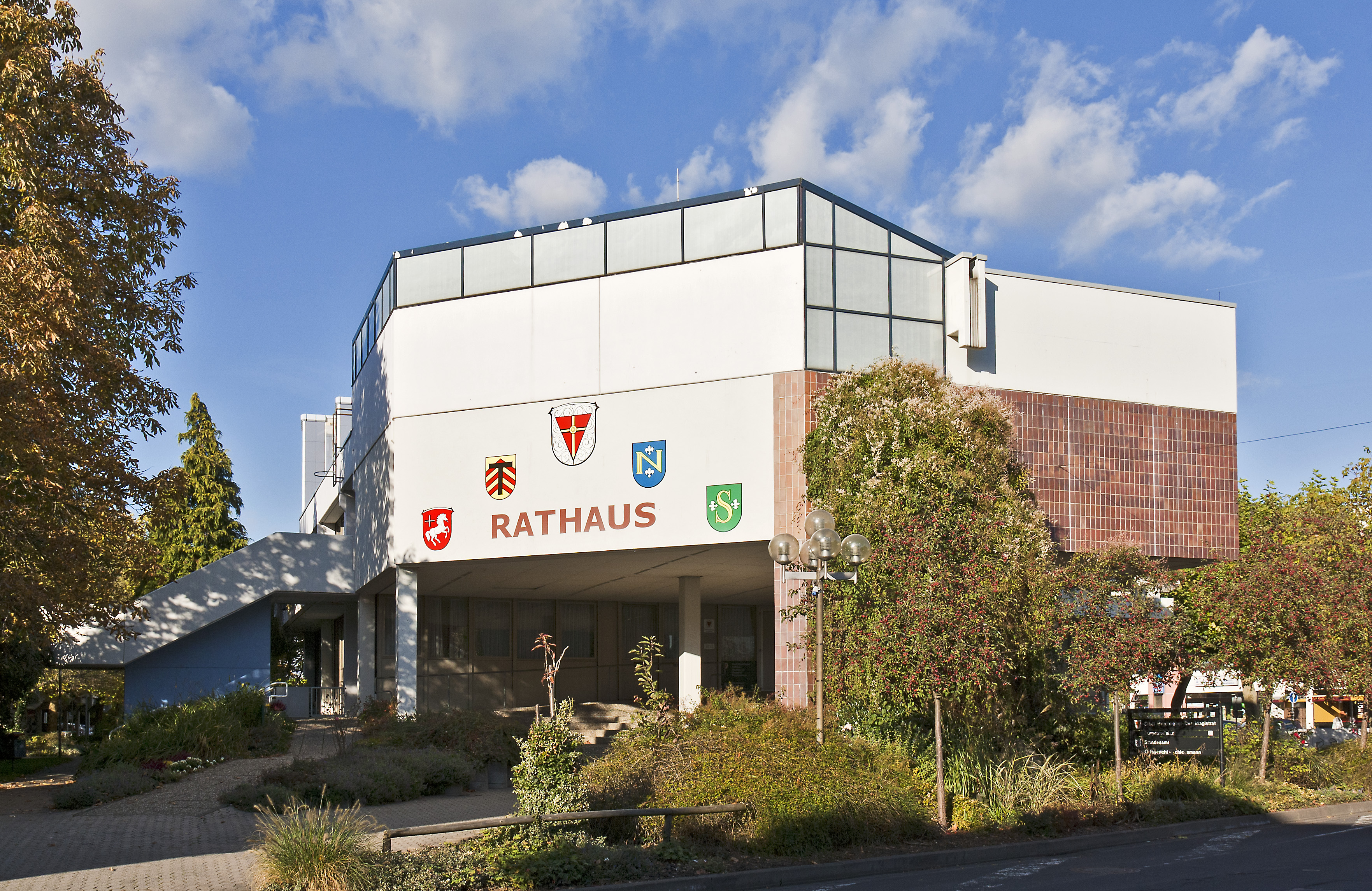
ブルフケーベルの市庁舎

### 首長
ジルヴィア・ブラウン (FDP) は、2019年の市長選挙決選投票で対立候補のダニエル・ヴェーバー (CDU) を破って町長に選出された。

### 議会
ヘッセン州では1993年から直接選挙で首長が選出されている。
ブルフケーベルの市議会は、37議席からなる。

### 姉妹都市
- ボスコープ（オランダ、南ホラント州）1984年
- ハルカーニー（ハンガリー、バラニャ県）

## 文化と見所

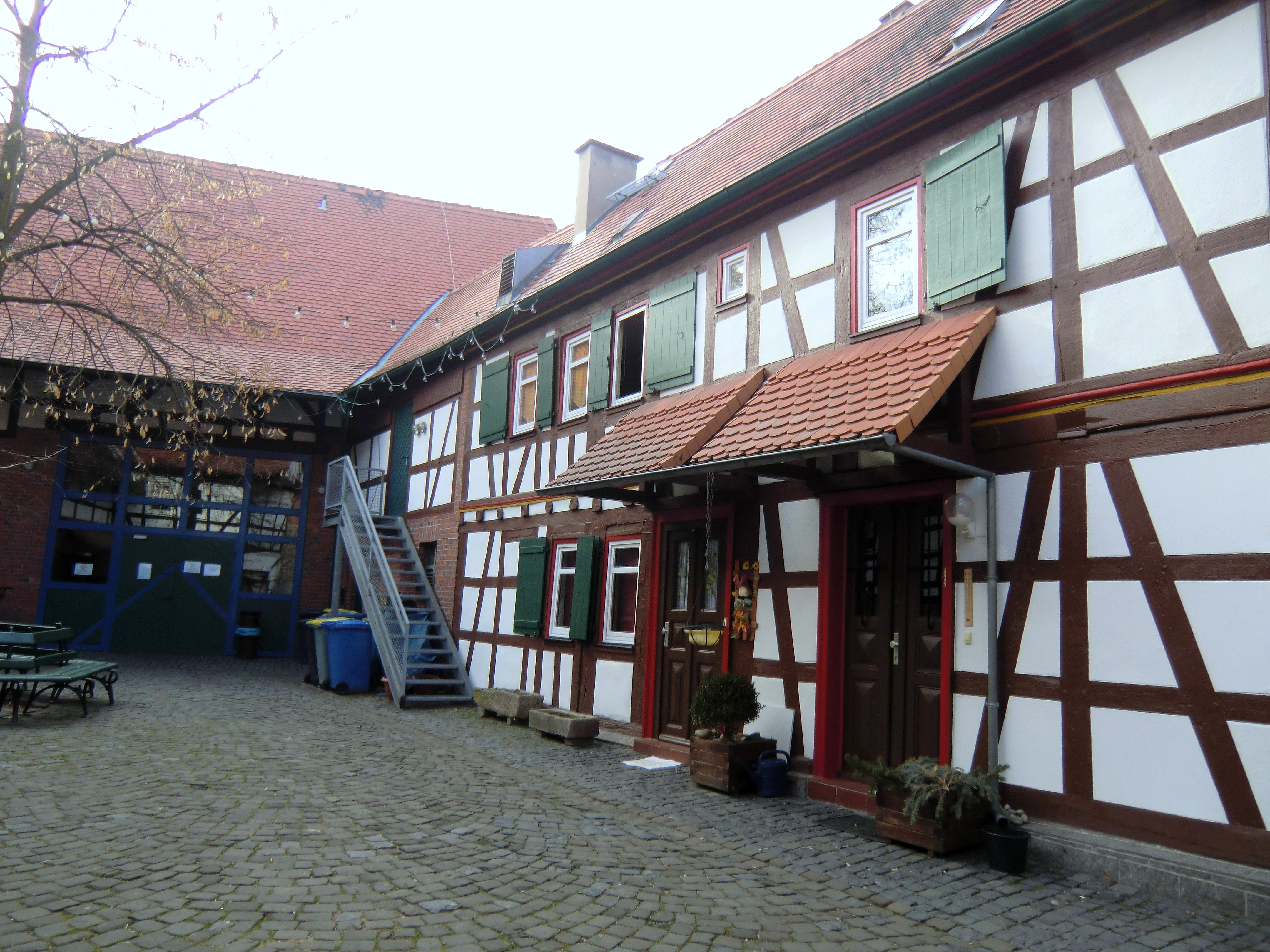
文書館が入っているノイエス・シュールハウス

### 博物館
旧市庁舎の郷土博物館とノイエス・シュピールハウスの文書館

### 建築
ブルフケーベルは数多くの見応えのある木組み建築を有している。これらは市が策定した都市計画に基づいて建設されたものである。市域の北端を、フランクフルト・アム・マインからライプツィヒに至る通商路（ホーエ・シュトラーセ）が通っていた。

### 自然文化財
- グリル広場にある「ディッケ・アイヒェ」（オークの木）

## 経済と社会資本

### 交通

#### 道路交通
ブルフケーベルは、連邦アウトバーン A66号線のハーナウ北インターチェンジで結ばれている。この他に、アウトバーン風に拡張された連邦道 B45号線が市域の西を通っている。

#### 公共交通機関
ブルフケーベルはライン＝マイン交通連盟のサービスエリア内にあり、バス路線 33、34、563、562系統によってハーナウやその周辺地域と結ばれている。
ブルフケーベルには、ヘッセン・ランデスバーン (HLB) が運行する鉄道フリートベルク - ハーナウ線の駅がある。この鉄道は、近隣に学校が多いため主に通学する上で重要な路線である。

### 教育
ブルフケーベルには基礎課程学校が3校（ハインガルテンシューレ、ブリュッケンシューレ、福音派基礎課程学校オーバーイシクハイム）、総合学校が1校（ハインリヒ＝ベル＝シューレ）、ギムナジウム上級学年（リヒテンベルク＝オーバーシュトゥーフェンギムナジウム LOG）や実践教育のフリーダ＝カーロ＝シューレがある。また、ブルフケーベルには市立幼稚園が8園、教会が運営する幼稚園が2園ある。

## 引用
1. 1 2  Hessisches Statistisches Landesamt: Bevölkerung in Hessen am 31.12.2023 (Landkreise, kreisfreie Städte und Gemeinden, Einwohnerzahlen auf Grundlage des Zensus 2011)]
2. ↑  ブルフケーベルのトロンペーターシュタイン（2012年11月24日 閲覧）
3. ↑  In den Jahren 1632, 1707 und 1754 wurde in der Grafschaft Hanau die Zahl der Einwohner ermittelt. Die Zahlen sind hier wiedergegeben nach Erhard Bus: Die Folgen des großen Krieges – der Westen der Grafschaft Hanau-Münzenberg nach dem Westfälischen Frieden. In: Hanauer Geschichtsverein: Der Dreißigjährige Krieg in Hanau und Umgebung. 2011, OCLC 729350388, pp. 277–320 (289 - .) (= Hanauer Geschichtsblätter 45)
4. ↑  “Bürgermeisterwahl in Bruchköbel, Stadt (Stichwahl) - am 10.11.2019”. 2021年9月18日閲覧。
5. ↑  2011年3月27日の市議会議員選挙結果、ヘッセン州統計局（2012年11月24日 閲覧）